# Psilocybe mexicana
Psilocybe mexicana R. Heim, 1957 è un fungo allucinogeno della famiglia Strophariaceae. Il suo uso risale sin dai tempi dei nativi dell'America Centrale e Nord America circa 2.000 anni fa. Conosciuto dagli Aztechi con la parola teotlnanácatl dal nahuatl: teotl, "dio" + nanácatl, "fungo." Questa specie è stata identificata dal botanico Roger Heim.
Fu da questa specie che il dottor Albert Hofmann, lavorando con esemplari coltivati nel suo laboratorio a Sandoz, isolò e decretò composti attivi entogeni la psilocibina e psilocina.